# Dẻ Kon Tum
Dẻ Kon Tum (danh pháp Lithocarpus kontumensis) là một loài thực vật có hoa trong họ Cử. Loài này được A.Camus mô tả khoa học đầu tiên năm 1946.